# Frédéric Vergauwen
Frédéric Emmanuel Paul Joseph Vergauwen, né le 15 mars 1874 à Gand et y décédé le 9 décembre 1919  est un homme politique belge, membre du parti catholique.
Il fut docteur en droit. Il fut élu conseiller provincial de la province de Flandre-Orientale (1906-14) et député (1914-19).

## Généalogie
- Il est le fils de Jean Vergauwen-Goethals (1799-1881), membre du Congrès national (Belgique) et sénateur.
- Il épousa en 1908 Anne-Marie du Roy de Blicquy (1881-1981).

## Sources
- sur ODIS